# Qazaghan
Qazaghan (+ 1358) fou amir dels karaunes (vers 1345 – 1358) i governant efectiu del kanat de Txagatai (1346–1358). La seva ascendència és desconeguda i no se sap si havia arribat al front dels karaunes per herència o per nomenament.

## Regnat de Kazan Khan
Kazan Khan (Qazan Khan), va retornar la seu del kanat (Txagatai) a Transoxiana, però va anar perden suports tribals; Qazagan (o Kazagan) era el cap de la tribu dels Qaraunes (Karaunes) una tribu turca o molt turquitzada assentada a la riba de l'Oxus (aleshores anomenat Jihun, el modern Amu Darya) amb centre a Sali Sarai (centre important també a Shahr-i Mung, no gaire lluny), i va dirigir una revolta amb el suport d'altres caps tribals, sens dubte de les tribus turques-mongoles del sud de Transoxiana; van iniciar la lluita contra el kan i van marxar a Karshi, la seva seu. Qazan (Kazan) va reunir les seves forces contra el rebels i els dos exèrcits es van trobar al pas anomenat de les Portes de Ferro (o Koluga) a una plana anomenada Derrey Zenghi (Darrah Zeny). El combat fou desfavorable per l’amir Qazagan, que va rebre una fletxa a l’ull (que va perdre) i durant un temps va perdre la vista, devent la seva salvació a la fugida Qazan se’n va entornar a Karshi a passar el hivern. Aquell any el fred del hivern fou especialment fort i molts cavalls i bestiar de les seves forces van morir. també la sequera va afectar les collites i va venir una epidèmia de gana a part de Transoxiana. Qazagan, assabentat de la situació, va reunir les seves millors tropes i ja el 1346 es va presentar a la mateixa Karshi. Arribat als camps propers de la ciutat, Qazan va sortir a lliurar batalla però va resultar mort i la batalla fou perduda. El kan va perdre el poder i finalment la vida.

## Pujada al poder de Qazagan
Tamerlà tenia 10 anys quan el Khan Qazan (Kazan Khan) va morir (1346) i el seu antic comandant (amir), Qazagan (o Qazaghan) va aconseguir exercir de fet el poder. Per seguir la Yasa o llei de Genguis Khan, que prohibia l'exercici del poder per qui no fos un genguiskhànida va convocar un kurultai i va fer elegir com a nou kan a un protegit i per això Qazagan fou anomenat “Creador de reis”.
Qazagan no podia utilitzar el títol de Khan i va conservar el d’amir o gran amir. Al front del kanat va posar a un príncep genguiskhànida de nom Danishmendji (transliteració catalana: Danixmenji), de la família d'Ogodei, en nom del qual governaria. El poder de Qazagan no obstant, no es va estendre més enllà de Transoxania i les tribus orientals (a Semiretxie i Kaixgar) van elegir un nou kan dins del clan Dughlat, que va ser reconegut a la part oriental del kanat (coneguda com a Mogolistan) però no a Transoxiana on la majoria de les tribus donaven suport a Qazagan. Aquesta part occidental va continuar sent coneguda com a Txagatai i normalment els seus habitants eren referits com txagatais.

## Mort de Danixmenji i proclamació de Bayan Kuli
Al cap de dos anys (1348 o 1350) Danixmenji fou executat per Qazagan. El seu lloc el va ocupar un kan genguiskhànida de la família de Txagatai, anomenat Bayan Kuli (o Bayan Quli), que era fill de Sorgadou i net de Duwa Khan (1282-1307). Va estar al tron entre 8 i 10 anys ((1348 o 1350–1358)
El 1350/1351 Qazagan va enviar un contingent d’ajut al sultà de Delhi Muhammad Tughluq.

## Timur al servei de Qazaghan
En una data entre 1347 i 1349 com a molt aviat, i probablement el 1351, Timur fou enviat pel seu pare a servir a Qazaghan; el 1351 tindria 15 anys. Sembla que Timur va caure be a Qazagan i el jove destacava per la seva valentia i habilitats. Seria aleshores, vers el 1351 o 1352, quan Qazaghan li va concedir la ma de la seva neta Aljai
En algun moment hi va haver una incursió de saqueig dels “iraquians” a Transoxiana. La data se situa el 1357 però probablement això va passar cinc o deu anys abans. No sabem qui podien ser els “iraquians” (tan si la data era el 1347 o el 1357 o qualsevol entre ambdues); Qazaghan va enviar contra ells a Timur. No obstant, com que aquest el 1347 tenia nomes 11 anys i probablement encara no estava al servei de Qazagan (i difícilment se li hauria encomanat una missió així amb menys de 16 anys) aquest fet l’hauriem de situar almenys entre el 1352 i el 1357.

## Conflicte de Qazaghan i Muizz al-Din d’Herat
De la resta del govern de Qazagan sabem que va reunir un exercit a Arhanq Sarai, població de la riba del Jihun (Oxus) a la regió anomenada Tukharistan, i va fer una expedició a Herat on governava el Malik Muizz al-Din Husayn (o Malik Muizz al-Din Abu l-Husayn Muhammad), fill de Malik Ghiyath al-Din (1307-1329). La causa sembla haver estat la disputa per la possessió del Tukharistan i especialment el territori al nord del Guzgan a l’oest de Balkh, on les dues principals viles eren Ankhud i Sheburgan (transliteració catalana Xeburgan), zona on s’havien establert les tribus mongoles (turco-mongoles) a la qual havia llançat atacs o incursions Muizz al-Din Husayn. Aquesta zona estava ara dominada per dues tribus turco-mongoles, el Arlat i els Apardi, tribus que devien requerir l’aliança i l’ajut dels karaunes, que a mes de ser els seus veïns, tenien al seu cap com a gran emir.
S’esmenten les queixes dels amirs Arlat i Apardi (i dels shaikhs de Jam) contra el malik kart d’Herat Abu l-Husayn (Muizz al-Din Husayn) que haurien de correspondre al 1350 o 1351.
Els amirs que van acompanyar a Qazagan en l'expedició, a part del kan Bayan Kuli, foren: Buyan Suldus, Muhammad Khwaja Apardi de Shaburgan, Oljeitu Apardi de Khuttalan, Saltinmish de Kuhistan (refugiat a Transoxiana després de ser derrotat per Muizz al-Din d’Herat), Abd Allah ibn Taighu shah de Badakhxan, i l’amir Tumen, probablement Tumen Neguderi de la tribu dels Neguderis de Kandahar.
Qazagan va prometre als amirs destruir les viles i fortaleses de Husayn i fer una matança de les seves tropes. Va envair els dominis dels kart d'Herat i es va lliurer la batalla de Kedestan, en la que Qazaghan va resultar victoriós. El malik kart Muizz al-Din Husayn va fugir cap a Herat acompanyat nomes dels soldats de la guàrdia reial els quals, havent-li perdut la confiança després de la derrota, van proclamar com a nou malik al seu germà Muhammad Bakir (1351). El malik va poder fugir a la fortalesa d'Eskilge, situada a la plana d’Herat, al sud-oest, on hi havia molt d’armament i una part del tresor.
Quan les forces txagatais van estrènyer el setge de la fortalesa, Husayn es va veure obligat a demanar la pau i es va acordar que podria sortir lliurement per anar a Transoxiana (Mawara an-Nahr en àrab) a fer homenatge a Qazagan i al kan Bayan Kuli i pagaria un tribut. Així es va fer i va poder arribar a Samarcanda, on fou cordialment rebut per Abd-Allah el fill de Qazaghan, governador de la ciutat. Allí va romandre un temps i va participar a alguna cacera, tenint ocasió de conèixer a Timur. Va anar després a Sali Sarai. Llavors va tenir notícies (1351 o 1352) de que el seu germà Muhammad Bakir, que havia usurpat el poder a Herat, comptava amb la complicitat del visir Mu’in al-Din (després es va dir que havien obtingut via lliure de Qazaghan per la usurpació), d’alguns amirs i dels caps del país Ghur. El malik va tenir un gran disgust i va planejar la manera de recuperar el poder; va veure a Timur com un guerrer efectiu i el va contractar amb una partida d’homes per anar a Herat, oferint-li un any de les rendes de la província. Segons An autobiographic relat of the life of emperor Timur, de Charles Stewart això ho hauria fet Timur als 22 anys (1358) però sabem que el malik va recuperar el poder el 1353, quan Timur només tenia 17 anys (a menys que la seva data real de naixement fos anterior al 1336). Es poc creïble que el malik oferís les rendes d’una província a un noi de 16 o 17 anys; és possible però que Timur amb aquesta edat participés en el cop que preparaven, però com a subordinat i que la seva intervenció fos magnificada després i se li donés una importància que no devia tenir. La majoria d’amirs de Transoxiana estaven a favor de empresonar a Malik Muizz al-Din Husayn. Diversos amirs es van conjurar per assassinar Malik Husayn i quan Qazagan se’n va assabentar va advertir al malik i li va aconsellar de tornar a Herat aquella mateixa nit. Muizz al-Din, amb el seu seguici personal i amb Timur i altres soldats turcomongols va poder arribar a Herat sense ser detectat
Timur va poder entrar a la fortalesa junt amb Muizz al-Din i mentre ell i els seus homes prenien possessió dels punts principals, el malik va anar a les dependències de Muhammad Bakir; la guarnició quan va veure a Muizz al-Din i les posicions que havien agafat els mongols, es van sotmetre i el malik va recuperar el tron sense cap baixa. Els seus homes van apoderar-se del palau i de la ciutadella per sorpresa. Muizz al-Din va fer detenir a Muhammad Bakir que fou empresonat. En el seu relat autobiogràfic Timur declara que havia demanat el govern de la ciutat d’Herat enlloc de les rendes provincials, però veient que els soldats no el seguirien, va desistir, va deixar a Muizz al-Din al tron i va obtenir d’ell diverses concessions, en diners per a ell i en regals per Qazaghan, cosa que estaria mes d’acord en una participació secundaria en l’afer. També a la seva autobiografia, Timur assegura que al tornar i saber el que havia fet, fou la causa de la revolta dels begs (molt hostils a Muizz al-Din) contra Qazaghan, però això tot i ser possible sembla mes aviat una exageració del seu paper. És molt probable que no agradés als amirs i notables de Transoxiana la restauració de Muizz al-Din, sobretot si Muhammad Bakir era l’instrument d’aquests amirs i notables; però no és tant probable que aquesta fos la causa (almenys única) de la rebel·lió contra Qazaghan.
En els acords entre Qazagan i Muizz al-Din i va haver sens dubte la renuncia de Husayn al Tukharistan, el que va permetre a Qazagan canviar de posició i mostrar-se favorable al malik del que d’alguna manera va afavorir la seva tornada a Herat, acompanyat per Timur, aleshores al servei de Qazagan, que si bé oficialment no tenia ordres de reposar-lo al tron, si que disposava de elements per ajudar-lo a aconseguir-ho com va acabar passant (1353). Es poc probable que Timur hagués actuat a Herat en favor del malik sense un suport tàcit o explícit de Qazagan.

## Complot contra Qazaghan
Es preparava un complot contra Qazagan. Els amirs rebels també van contactar a Timur, que en aquell moment tenia 22 anys però era un cap menor de la tribu Barles, simplement un parent llunyà del amir o beg de la tribu. La proposta dels rebels era matar a Qazagan i Bayan Kuli i repartir-se el país entre els diferents begs i tribus. Timur en va informar a Qazagan. Els begs i amirs, informats, van escriure a Qazagan i li van oferir la direcció dels afers però tenint en compte als rebels; el gran amir els va convidar a parlar-ne. Quan hi van anar Timur es va adonar que portaven armadures sota les vestimentes i ve sospitar males intencions i va advertir altre cop a Qazaghan. Aquest va aconseguir dividir els amirs mitjançant generoses donacions a uns mes que a altres, que van provocar enfrontaments entre ells. (això se situa al 1359 però en realitat devia passar cap el 1355)
Timur afirma que Qazaghan el va consultar sobre l'oposició dels amirs i que li va aconsellar que demanés al kan Danixmenji (sic) de emetre un decret citant a tots els caps refractaris a la cort, cosa que haurien de complir; els que hi anessin serien ben tractats i els que no, castigats severament. Però que sapiguem, aquest consell no es va portar a efecte i Qazagan va desfer el complot a la seva manera.

## Timur agafa esposa
Qazaghan va donar a Timur)(quan aquest tenia uns 20 anys vers 1356, però podria ser una mica abans, vers 1354 o 1355, amb 18 o 19 anys) com esposa a la seva neta, Aljai Khatun Agha, filla de Moslama ibn Qazaghan.

## Conquesta temporal de Coràsmia
En una data no segura (entre 1355 i 1356 probablement), Qazaghan va voler conquerir el país de Coràsmia i va donar a Timur el comandament de l'expedició. Aquest el va rebutjar segons ell mateix diu, esperant que el comandant designat fos derrotat per anar-hi llavors ell i sotmetre el país. Qazagan en va parlar amb amir Khidr, i aquest amb el membre del consell Bayan Kuli, el kan; Khidr especulava que una vegada conquerit el país, cosa fàcil, seria assignat al príncep hereu Abdallah (fill gran de Qazaghan) i, per tant, a ell hauria de correspondre tota la fama de la conquesta i així li va comunicar a Qazagan. Aquest va optar doncs per enviar a Abdallah. Aquest va entrar al país però de seguida es van adonar que les defenses s’havien reforçat i la força invasora, mancada de subministraments, va quedar en situació exposada.
Llavors Qazahan va tornar a donar el comandament a Timur amb autoritat sobre Abdallah. Timur va ordenar a l'exèrcit d’Abdallah romandre estacionats al mateix lloc. Els corasmis romanien tancats a les seves fortaleses (probablement Gurganj o Urganj i altres). Timur es va dirigir a tots els caps de clan i de tribu de la zona i els va demanar intercedir amb el governador de les fortaleses per la rendició i finalment tots es van acabar rendint. Llavors Timur va dividir entre els caps el país de Coràsmia i Ourkunje. Després de prendre possessió de totes les fortaleses del país, va nomenar un governador general o superintendent de la seva confiança (un kutwali) establint així un govern regular. La seva idea era establir-se ell mateix com a governant però veient que la gent del país no li seria lleial, va desistir i va retornar a Samarcanda amb Abdallah. Aquest no obstant li va donar el país (les rendes?) de Ourkunje.

## Incursio Jat del 1358
El 1358 Tegluq Temur (que estava casat amb una filla de Qazagan) va fer una incursió per la zona i aprofitant una gran cacera que Qazaghan havia organitzat va decidir intentar liquidar al seu gendre. Teghluq amb set guerrers experts el van atacar al caure la nit, aprofitant que estava gairebé sol, però Timur, que estava allí, el va defensar i va donar temps a que arribessin mes companys de Qazagan i fessin fugir als atacants. En recompensa Qazagan va donar a Timur les rendes de Hissar Shadman, fortalesa al nord del Čaghaniyan. Timur va repartir les rendes de Shadman i Ourkunje amb els seus soldats, però sabia que tot i ser lliberal amb ells, no li donarien suport en una usurpació del poder que confessa que planejava. Qazagan va perseguir a Tughluq però aquest segons les fonts contemporànies es va refugiar a les altes muntanyes i va esdevenir un lladre de camins. Qazagan en atenció a la seva filla (esposa de Tughluq) i altres dones, va emetre un decret perdonant al kan si retornava a la cort. Però Tughluq no acceptava la submissió. Al cap de poc Qazaghan va emetre un decret pel qual Tughluq i la seva filla es divorciarien, però llavors Tughluq va afluixar el to i va manifestar estar penedit i de moment el divorci es va posposar.

## Mort de Qazaghan (1358)
Després dels anys de guerra i del triomf final, Qazagan es va dedicar a la cacera i només a la guerra en cas de necessitat. Li mancava un ull per una ferida de fletxa i l'experiència li aconsellava no anar massa enllà ja que no podia estar segur de la fidelitat de tots els caps de clans karaunes. Tenia però certa simpatia per Timur, que tot i no ser cap de tribu, era el favorit del grup dels bahaturs o bahadurs, els homes entre els tàtars que havien agafat fama de tenir més valor. Taragai en formava part i el seu fill Timur l’havia acompanyat en algunes ràtzies. Timur tenia en aquest moment 22 anys segons la data oficial de naixement.
Yazdi Sharaf al-Din Ali explica la mort del gran amir en els següents termes: Qazagan estava habitualment a Sali Sarai on també passava els hiverns, dedicant-se principalment a la cacera. El 1357 o 1358 va sortir un dia de Sali Sarai per anar de cacera, sense armes de guerra, acompanyat per nomes 15 homes. Es va dirigir al sud del riu Jihun on volia caçar a la regió d'Arhanq; allí fou sorprès pel seu gendre Kutlug Timur, fill de Boroldai i suposat cap de la secció tribal dels boroldais, que tenia un litigi pendent amb Qazagan, i que (acompanyat per alguns homes) el va matar. Els assassins van fugir però els acompanyants de Qazagan els van empaitar i els van atrapar prop de Kunduz (Qunduz) i Kutlug Timur fou mort. Fou Timur el que va portar el cadàver de Qazagan a Sali Sarai on fou enterrat. Transoxiana va quedar dividida en uns quants principats tribals dels líders de la noblesa local mongola (o turco-mongola), a vegades hostils entre ells; entre aquests hi havia Amir Husayn, net de Qazagan, que governava la regió i ciutat de Balkh (una part de la qual pertanyia a la tribu Sulduz
Un relat diferent en fa An autobiographic relat of the life of emperor Timur, de Charles Stewart, que atribueix la mort a Sultan Kuli el consogre de Qazagan. Sultan Kuli (pare de l'esposa del seu fill Abdallah ibn Qazaghan), havia estat nomenat governador d'Andijan, però vers el 1357 o 1358 fou desposseït d’aquest govern, el qual fou concedit a Khwajah Azdi. El governador deposat va conspirar aleshores amb Tughluq Timur de Mogulistan, que seria proclamat kan i a canvi acceptaria deixar el govern efectiu de Transoxiana en mans d’Abdallah (gendre de Sultan Kuli). Timur diu que Qazagan realment l’havia adoptat a ell com a fill i li havia promès de fer-lo el successor, però segurament només és una justificació del seu poder futur. Un dia que Qazaghan havia anat de cacera al sud de l’Oxus (Jihun en àrab, Amu Darya actual; no confondre amb el Sihun, modern Sir Darya, antic Yaxartes) sense escorta ni protecció individual, fou atacat per Sultan Kuli que el va matar. Quan Timur en fou informat va anar al lloc, va recollir el cos i el va portar a Sali Sarai on fou enterrat. Mentre els assassins havien proclamat a Samarcanda (d’on era governador) a Abdallah amb Bayan Kuli com a kan (en canvi no s’esmenta a Kutlug Timur) al qual es va jurar nominal fidelitat. Bayan Kuli fou portat de Sali Sarai a Samarcanda però només arribar allí fou executat per causes incertes. Com a kan fou proclamat el genguiskhànida Xah Timur (o Timur Shah), fill de Mansur Timur i del qual no es coneix l’ascendència. Aviat van sorgir discrepàncies i els conspiradors es van enfrontar amb Abdallah amb el que van lliurar tres batalles. Finalment Abdallah va travessar el riu i es va refugiar al Khuttalan, a Andarab, on va morir.
H. Lamb a Tamerlane, the Earth Shaker, explica que Qazagan estava dedicat a la caça quan dos capitostos el van sorprendre desarmat i el van matar disparant algunes fletxes. Timur estava absent però va conèixer la noticia i va poder tornar, travessar el riu Oxus i enterrar el cos de Qazagan al bosc de Sali Sarai. Després va tornar a travessar el riu i es va unir als oficials de Qazagan que perseguien als assassins. Foren atrapats i morts a cops d’espasa. Tot seguit Timur va poder tornar a la seva vall on romania la tribu Barles.
El relat modern que figura a The rise and Rule of Tamerlane de B.F. Manz, explica que fou assassinat pel fill de Boroldai, l’amir que havia tingut el comandament del tumen dit de Boroldai. Aquest fill, que seria Kutluq Temur (sense relació amb el kan de Mogolistan, però que ha induit a error a alguns autors), estava molest perquè Qazagan no li havia concedit a ell el comadament del tumen del seu pare.

## Resum
Qazaghan va exercir el poder efectiu durant dotze anys i en aquest temps Txagatai va esdevenir una confederació tribal on cada tribu reconeixia l'autoritat de Qazaghan a través dels begs que designava; però la lleialtat principal era la de les tribus del sud. Seguint l'exemple d'alguns kans anteriors, va atacar el nord de l'Índia; va enviar també uns milers de soldats en ajut del sultà of Delhi, Muhammad ibn Tughluq, contra rebels del sultanat, el 1350 o 1351. A causa de queixes de les tribus Aparti i Arlat contra atacs de la dinastia kart, sota el Malik Muizz al-Din, Qazaghan va organitzar una expedició de càstig a la que van participar diverses tribus del sud; la coalició va saquejar Herat i va fer un important botí. El 1358 Qazaghan fou assassinat pel fill de Boroldai, que havia estat un dels principals amirs dels karaunes abans de Qazaghan i que era hostil a l'amir perquè aquest li havia negat el comandament del tumen (exèrcit de deu mil homes) del seu pare. Com a cap dels karaunes el va succeir el seu fill Abd Allah ibn Qazaghan.

## Nota
1. ↑  Yazdi Sharaf al-Din Ali l’anomena “tribu Tabit”
2. ↑  Yazdi Sharaf al-Din Ali diu que la fletxa fou disparada de pròpia ma per Qazan
3. ↑  An autobiographic relat of the life of emperor Timur, by Charles Stewart
4. ↑  aquest es el relat a Central Asia under Timur from 1370 to the early fifteenth century, per K. Z. Ashrafyan, però al llibre An autobiographic relat of the life of emperor Timur, de Charles Stewart, es diu que Kazan fou fet presoner, situació en el que el va mantenir durant dos anys fins que finalment el va fer matar
5. ↑  Grousset, p. 342
6. 1 2   Tamerlane, the Earth Shaker, de H. Lamb
7. ↑  el relat que situa la mort de Kazan el 1348, a Central Asia under Timur from 1370 to the early fifteenth century, diu que no fou fins a la mort de Kazan que es va proclamar kan a Danixmenji Khan, i que ell mateix, assistit per diversos amirs i begs, era qui tenia el poder real.
8. ↑  l’ulus de Transoxiana ja s’estenia en aquesta època les terres al sud: Balkh, Arhanq, Kabul, Gazni i Kandahar
9. ↑  el primer fou Tughlugh Timur, transliteració catalana Tugluq Temur o Timur)
10. ↑  Central Asia under Timur from 1370 to the early fifteenth century, per K. Z. Ashrafyan
11. ↑  Histoire de Timur-Bec, per Yazdi Ashraf al-Din Ali, volum I, capítol 1
12. ↑  An autobiographic relat of the life of emperor Timur, by Charles Stewart, dona com a data per aquesta concessió el 1356, però en aquesta data la majoria d’historiadors pensen que ja havia nascut el fill Jahangir.
13. ↑  la guerra entre aquestes tribus i els kart durava uns sis anys però fins al 1351 el gran amir no va acudir en ajuda de les tribus per causes indeterminades
14. ↑  An autobiographic relat of the life of emperor Timur, by Charles Stewart, dona la data 1358, que també apareix a altres fonts, però que sembla errònia
15. ↑  Tamerlane, the earth shaker, de H. Lamb
16. ↑  Segons Tamerlane, the earth shaker, de H. Lamb, els amirs volien que fos executat i la seva riquesa repartida entre tots.
17. ↑  Tamerlane, the earth shaker, de H. Lamb, diu que quan la pressió dels amirs contra Muizz al-Din va augmentar, Qazagan va decidir deixar anar al presoner, al que va advertir, i durant una expedició de cacera el va alliberar i el va enviar a Herat, podria ser que escortat per Timur i alguns altres
18. ↑  com que aquest kan hauria estat executat el 1348 o 1350, en realitat hauríem de parlar de Bayan Kuli que el va substituir
19. ↑  Kunduz, Baghlan
20. ↑  Segons K. Z. Ashrafyan a Central Asia under Timur from 1370 to the early fifteenth century, l’assassí fou un dels noyans del kan de Mogolistan
21. ↑  Zafarnama, per Nizam al-Din Shami
22. ↑  H. Lamb a Tamerlane, the Earth Shaker diu “va preferir la fugida a la mort”